# Brezna (periodiskt vattendrag)
Brezna är ett periodiskt vattendrag i Kroatien.   Det ligger i länet Brod-Posavina, i den östra delen av landet, 180 km öster om huvudstaden Zagreb.